# Port lotniczy Inis Oírr
Port lotniczy Inis Oírr (kod IATA: INQ, kod ICAO: EIIR) – prywatny port lotniczy położony na wyspie Inis Oírr, w archipelagu Aran, w hrabstwie Galway, w Irlandii.

## Kierunki lotów i linie lotnicze
| Linia lotnicza    | Kierunek                               |
| ----------------- | -------------------------------------- |
| Aer Arann Islands | 1. Connemara 2. Inis Meáin 3. Inis Mór |